# Bukedea (district)
Bukedea is een district in het oosten van Oeganda.
Bukedea telt 122.527 inwoners.